# Сантол
Сантолът (Sandoricum koetjape) е тропически плод, известен още като сентул, памуков плод (заради бялата, кадифена сърцевина) или кисела ябълка (заради вкуса му).
Произхожда от Малезийския флористичен регион (Малезия -  морската част на Югоизточна Азия). Въведен/интродуциран е в Индокитай, Индия и Северна Австралия, на Сейшелските острови, както и на островите Шри Ланка (Цейлон), Мавриций.

## Употреба

### Благоустройство
Дървото прави добра сянка.

### Кулинария
Плодовете са сезонни и в изобилие на местните и международните пазари. Зрелите плодове обикновено се събират, чрез катерене по дървото и обиране на ръка, но като алтернатива може да се използва дълга пръчка с раздвоен край за усукване на дръжките им. Пулпът се яде суров или с добавени подправки. Освен това се готви и захаросва или се прави мармалад.
Във филипинската кухня настърганата кора се готви в кокосово мляко (с парченца свинско месо и лют пипер) и се сервира като sinantolan в Южен Лусон (филипински регион, част от остров Лусон). Частично узрелите кисели плодове също се използват като вкисващ агент в ястия с кисел бульон като sinigang.
В тайландската кухня този плод се използва за приготвяне на салата от зелена папая, когато все още не е напълно узрял. Също така е една от основните съставки в ястията сантол и свинско месо (แกง หมู กระท้อน) и тайландски къри - сантол и скариди (แกง คั่ว กระท้อน กุ้ง).
- Sinantolan от Филипините
- Филипинска sinigang от риба Chanos chanos със сантол
- Тайландски санол som tam

### Дървесина
Дървесината на дървото е полезна за строителството, тъй като е в изобилие и обикновено е лесна за обработка и полиране.

### Медицина
Листата и кората са използвани медицински като лапа (билков компрес). Няколко части от растението могат да имат противовъзпалително действие, а някои химически екстракти от стъблата на сантол са показали противоракови свойства in vitro. Екстрактите от семена на сантола имат инсектицидни свойства.

## Галерия
- Местен ареал на сантола в Малайзия
- Възрастно дърво
- Фиданка
- Листа
- Беритба
- Беритба
- Разрязан плод
- Разрязан плод